# Prusice (gmina)
Prusice – gmina miejsko-wiejska w województwie dolnośląskim, w powiecie trzebnickim. W latach 1975–1998 gmina położona była w województwie wrocławskim.
Siedziba gminy to Prusice.
Według danych z 30 czerwca 2004 gminę zamieszkiwało 9195 osób. Natomiast według danych z 30 czerwca 2020 roku gminę zamieszkiwało 9380 osób.

## Struktura powierzchni
Według danych z roku 2002 gmina Prusice ma obszar 158,02 km², w tym:
- użytki rolne: 71%
- użytki leśne: 19%

Gmina stanowi 15,41% powierzchni powiatu.

## Demografia

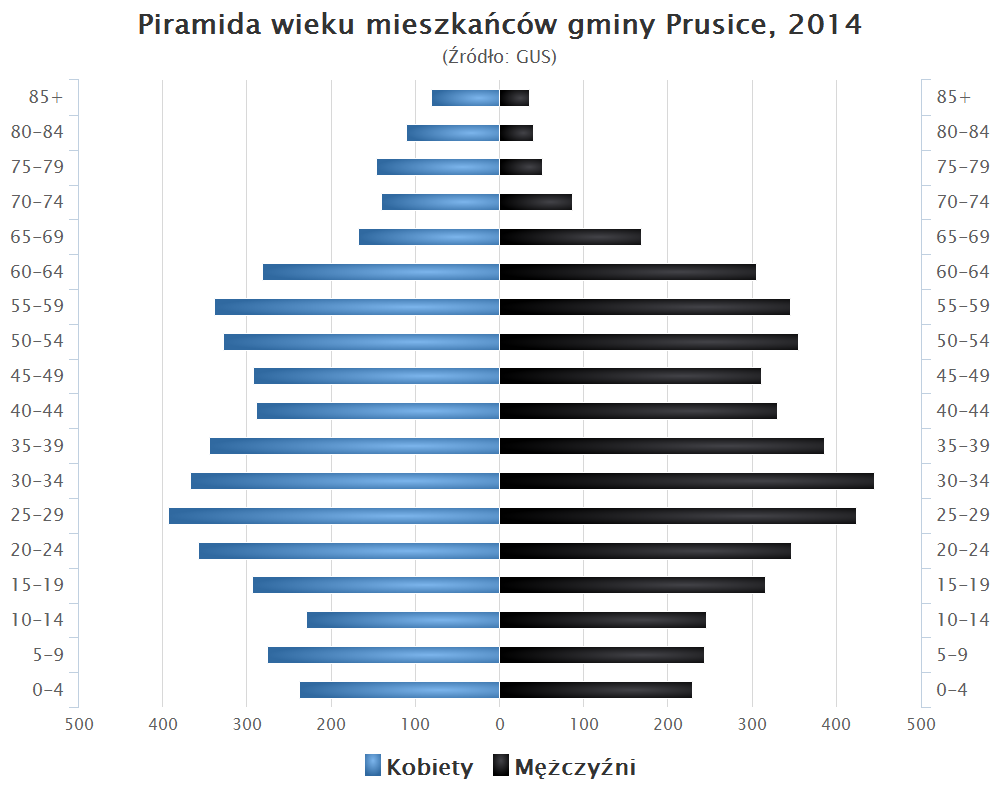
Piramida wieku mieszkańców gminy Prusice w 2014 roku

Dane z 30 czerwca 2004:
| Opis                              | Ogółem | Ogółem | Kobiety | Kobiety | Mężczyźni | Mężczyźni |
| --------------------------------- | ------ | ------ | ------- | ------- | --------- | --------- |
| jednostka                         | osób   | %      | osób    | %       | osób      | %         |
| populacja                         | 9195   | 100    | 4559    | 49,6    | 4636      | 50,4      |
| gęstość zaludnienia (mieszk./km²) | 58,2   | 58,2   | 28,9    | 28,9    | 29,3      | 29,3      |

## Sołectwa
Borów, Borówek, Brzeźno, Budzicz, Chodlewko, Dębnica, Gola, Górowo, Jagoszyce, Kaszyce Wielkie, Kopaszyn, Kosinowo, Krościna Mała, Krościna Wielka, Ligota Strupińska, Ligotka, Pawłów Trzebnicki, Pększyn, Pietrowice Małe, Piotrkowice, Prusice, Raszowice, Skokowa, Strupina, Świerzów, Wilkowa, Wszemirów.
Miejscowość bez statusu sołectwa: Zakrzewo

## Sąsiednie gminy
Oborniki Śląskie, Trzebnica, Wińsko, Wołów, Żmigród